# 閹公牛

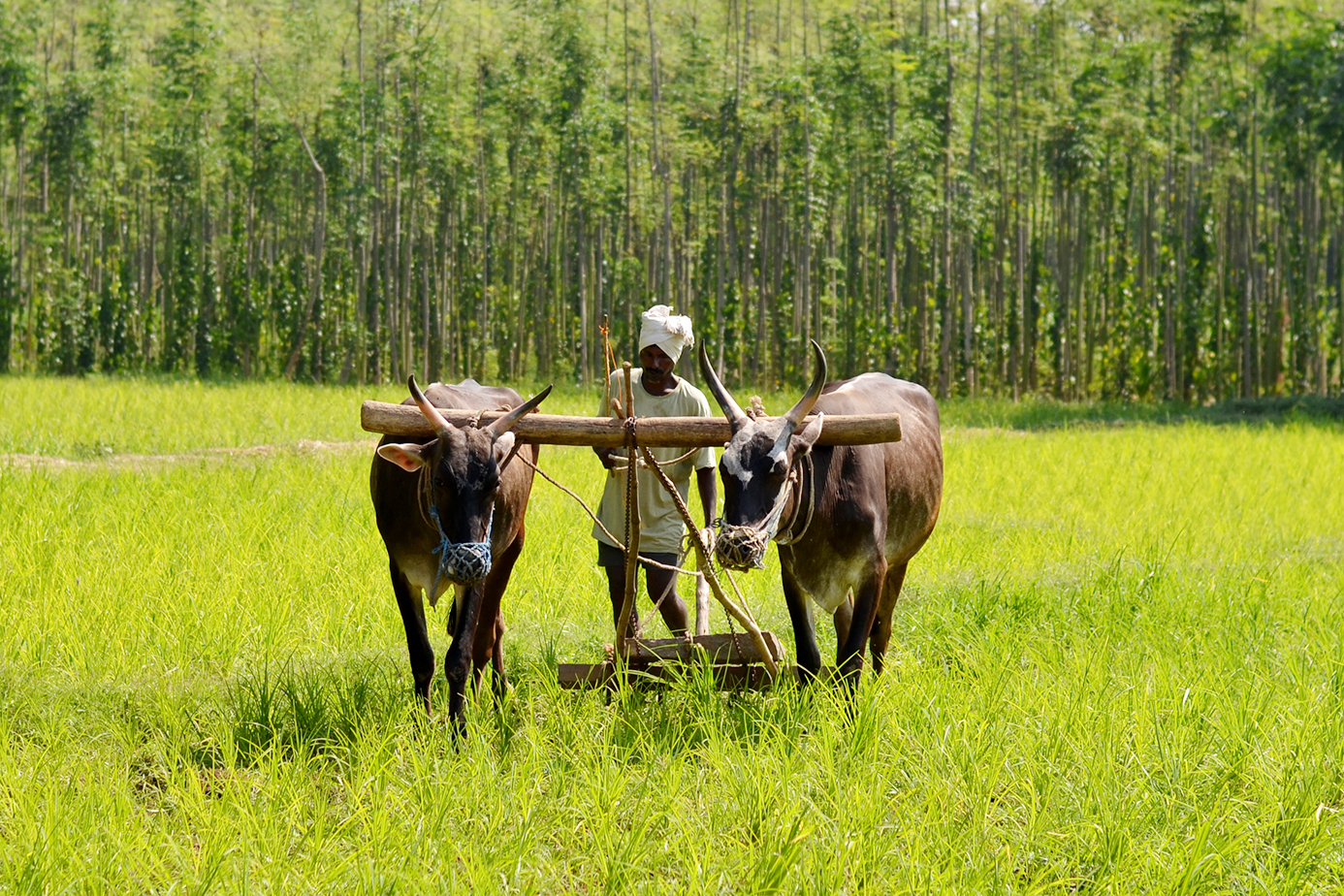
閹公牛犂田

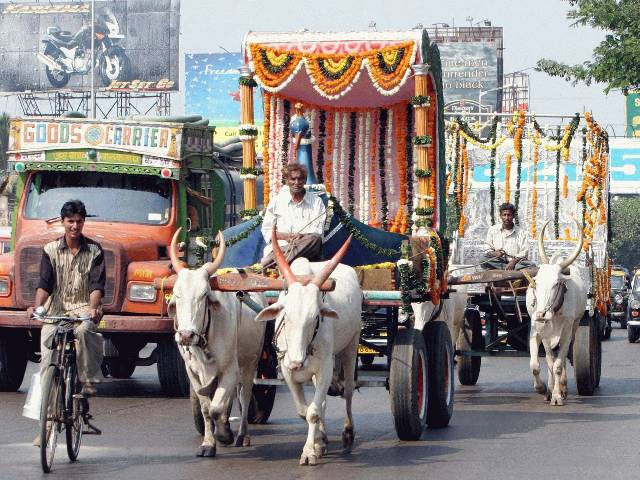
閹公牛拉車

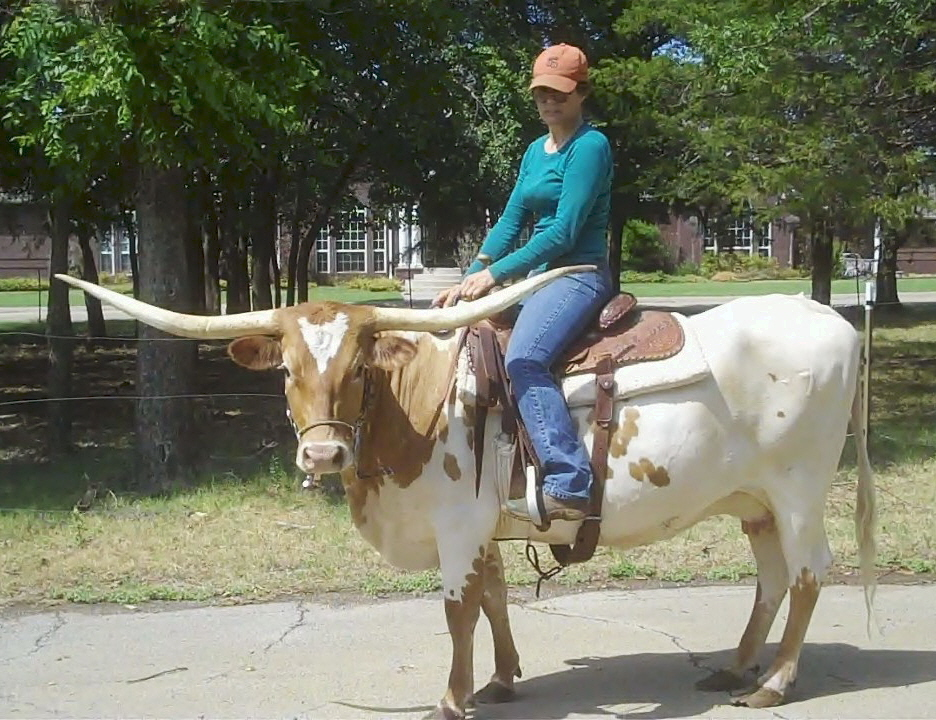
騎牛

閹公牛（英語：ox），又稱騸牯牛，即指被閹割的公牛，閹割抑制了睾丸激素和攻擊性，故令公牛更溫馴，更安全。閹公牛是一種受過訓練並用作勞動，如耕作、運輸（拉車、給人騎）之用途、用於通過踩踏脫粒穀物，以及為研磨穀物或提供灌溉等用途的機器提供動力，早於公元前4000年已經被人類使用，而且比馬匹更加耐勞 。